# Barataixvili
Barataixvili (georgià: ბარათაშვილი) és una noble família georgiana apareguda a final del segle xv com a continuació de la família Kachibadze (ქაჩიბაძე), probablement relacionada amb els Liparits-Orbeliani. El cognom "Barataixvili" vol dir literalment "fills/descendents de Barata", i deriva del noble del segle xv, Barata el Gran Kachibadze. Els Kachibadze estan testimoniats per primer cop a l'inici del segle xiv en una inscripció al monestir de Pitareti i segopns l'erudit georgià Simon Janashia, es va originar a Abkhàzia.
Al segle xvi els dominis dels Barataixvili foren coneguts com a principat de Sabaratiano, i incloïen centenars de pobles amb 2.5000 o 3.000 cases de camperols serfs i uns 250 o 300 nobles vassalls al Baix Kartli (Kvemo Kartli) al sud de Kartli. Tenien castells a Samshwilde, Dmanisi, Darbaschala, Tbisi i Enageti; abadies familiars a Pitareti, Gudarekhi, Dmanisi i Kedi. Foren llistats entre els cinc nobles (tavadi) més importants de Kartli i van tenir un paper destacat en la vida cultural i política del país; foren caps de la Policia de Somkhiti-Sabaratiano, i majordoms i Caps de Justicia a la cort reial. Als segles xvi i xvii van originar branques menors:
- Gostashabishvili
- Germanozishvili
- Zurabishvili
- Abashishvili
- Orbelishvili-Qaplanishvili (Orbeliani)
- Palavan-Khosroshvili
- Iaralishvili
- Iotamishvili.

La línia principal va declinar gradualment i va acabar perdent els seus privilegis en favor dels Qaplanishvili (Orbeliani). Una branca dels Barataixvili, els Barataev (Баратаевы), es va establir a Rússia per obra d'un exiliat, el príncep Melkisedek (Mikhail), que va seguir al rei Vakhtang VI de Kartli en la seva emigració a Rússia el 1724. Melkisedek Barataixvili fou conegut com a Mikhaïl Baratàiev, i va entrar al servei de Rússia; dels seus quatre fills dos (Pyotr i Semyon) van ser generals de l'exèrcit rus i governadors de Sibèria i Kazan, respectivament. Les seves filles es van casar dins la noblesa russa. El fill de Pyotr Barataev, príncep Mikhail Barataev, fou conseller privat i és conegut com a arqueòleg i numismàtic.
Després de l'annexió de Geòrgia per Rússia, els Barataixvili de Geòrgia foren confirmats dins la noblesa principesca (knyaz Baratov, Баратовы) pels decrets de 1826, 1827, 1829, i 1850.

## Membres notables
- Barata Barataixvili (+ vers 1626), militar
- Kaikhosro Barataixvili (+ 1636), militar
- Qaplan Barataixvili (+ 1671), militar
- Nikoloz Barataixvili (1817-1845), poeta
- Sulkhan Barataixvili (1821-1866), historiador